# Quatremare
Quatremare est une commune française située dans le département de l'Eure, en région Normandie.

## Géographie

### Localisation
| Daubeuf-la-Campagne | Crasville    | Surville           |
| Surtauville         | Quatremare   | Le Mesnil-Jourdain |
| Venon               | Canappeville |                    |

### Hydrographie
La commune est située dans le bassin Seine-Normandie. Elle n'est drainée par aucun cours d'eau,.

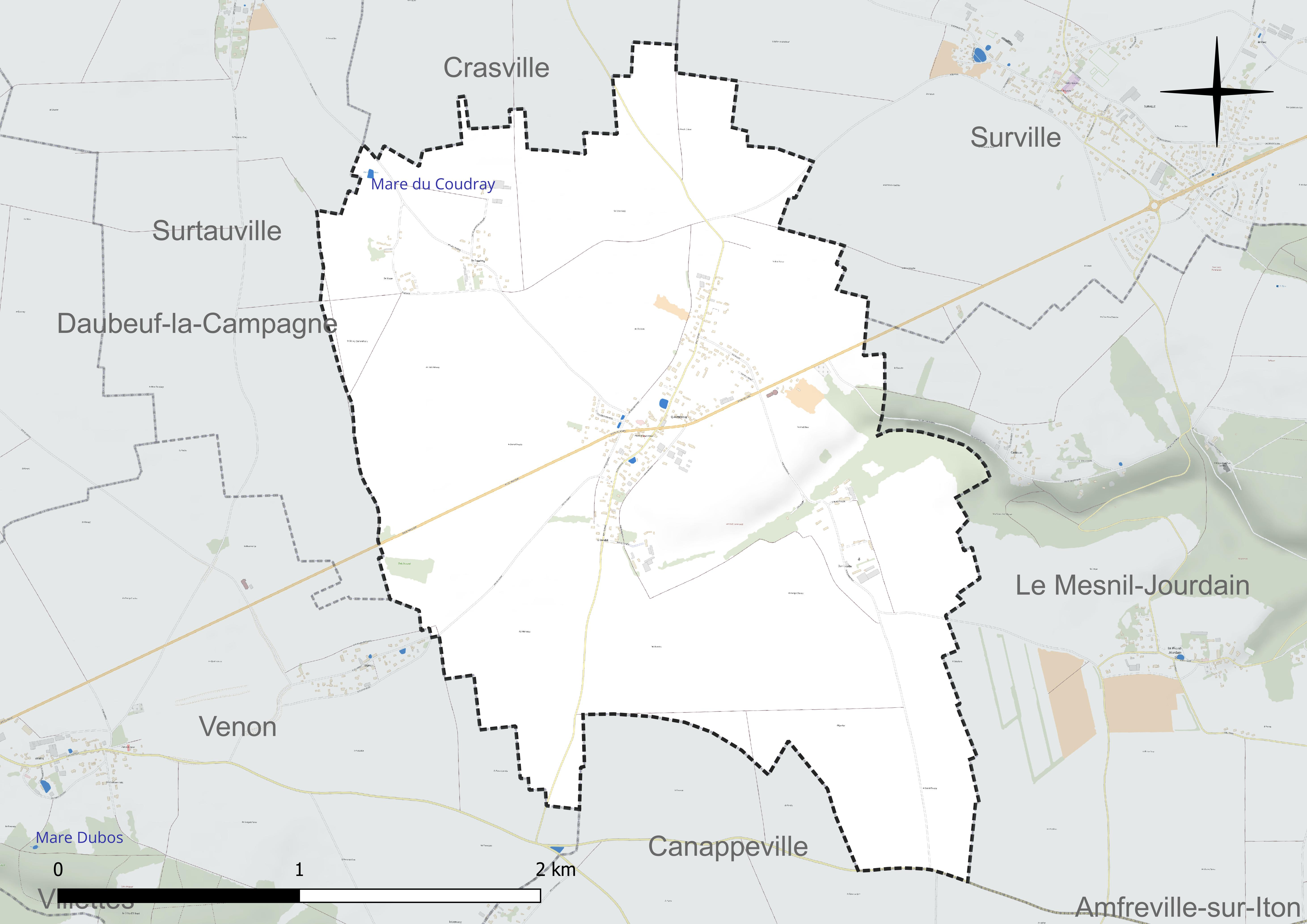
Réseau hydrographique de Quatremare.

Un plan d'eau complète le réseau hydrographique : la mare du Coudray (0,1 ha),.

### Climat
Pour des articles plus généraux, voir Climat de la Normandie et Climat de l'Eure.
En 2010, le climat de la commune est de type climat océanique dégradé des plaines du Centre et du Nord, selon une étude du CNRS s'appuyant sur une série de données couvrant la période 1971-2000. En 2020, Météo-France publie une typologie des climats de la France métropolitaine dans laquelle la commune est exposée à un climat océanique et est dans la région climatique  Côtes de la Manche orientale, caractérisée par un faible ensoleillement (1 550 h/an) ; forte humidité de l’air (plus de 20 h/jour avec humidité relative > 80 % en hiver), vents forts fréquents. Parallèlement le GIEC normand, un groupe régional d’experts sur le climat, différencie quant à lui, dans une étude de 2020, trois grands types de climats pour la région Normandie, nuancés à une échelle plus fine par les facteurs géographiques locaux. La commune est, selon ce zonage, exposée à un « climat des plateaux abrités », correspondant aux plaines agricoles de l’Eure, avec une pluviométrie beaucoup plus faible que dans la plaine de Caen en raison du double effet d’abri provoqué par les collines du Bocage normand et par celles qui s’étendent sur un axe du Pays d'Auge au Perche.
Pour la période 1971-2000, la température annuelle moyenne est de 10,4 °C, avec  une amplitude thermique annuelle de 13,8 °C. Le cumul annuel moyen de précipitations est de 717 mm, avec 11,6 jours de précipitations en janvier et 8,3 jours en juillet. Pour la période 1991-2020, la température moyenne annuelle observée sur la station météorologique la plus proche, située sur la commune de Louviers à 7 km à vol d'oiseau, est de 11,8 °C et le cumul annuel moyen de précipitations est de 719,5 mm,. Pour l'avenir, les paramètres climatiques de la commune estimés pour 2050 selon différents scénarios d’émission de gaz à effet de serre sont consultables sur un site dédié publié par Météo-France en novembre 2022.

## Urbanisme

### Typologie
Au 1er janvier 2024, Quatremare est catégorisée commune rurale à habitat dispersé, selon la nouvelle grille communale de densité à 7 niveaux définie par l'Insee en 2022.
Elle est située hors unité urbaine. Par ailleurs la commune fait partie de l'aire d'attraction de Louviers, dont elle est une commune de la couronne,. Cette aire, qui regroupe 44 communes, est catégorisée dans les aires de 50 000 à moins de 200 000 habitants,.

### Occupation des sols
L'occupation des sols de la commune, telle qu'elle ressort de la base de données européenne d’occupation biophysique des sols Corine Land Cover (CLC), est marquée par l'importance des territoires agricoles (92,1 % en 2018), une proportion identique à celle de 1990 (92,1 %). La répartition détaillée en 2018 est la suivante : 
terres arables (91,8 %), zones urbanisées (5,2 %), forêts (2,7 %), cultures permanentes (0,4 %). L'évolution de l’occupation des sols de la commune et de ses infrastructures peut être observée sur les différentes représentations cartographiques du territoire : la carte de Cassini (XVIIIe siècle), la carte d'état-major (1820-1866) et les cartes ou photos aériennes de l'IGN pour la période actuelle (1950 à aujourd'hui).

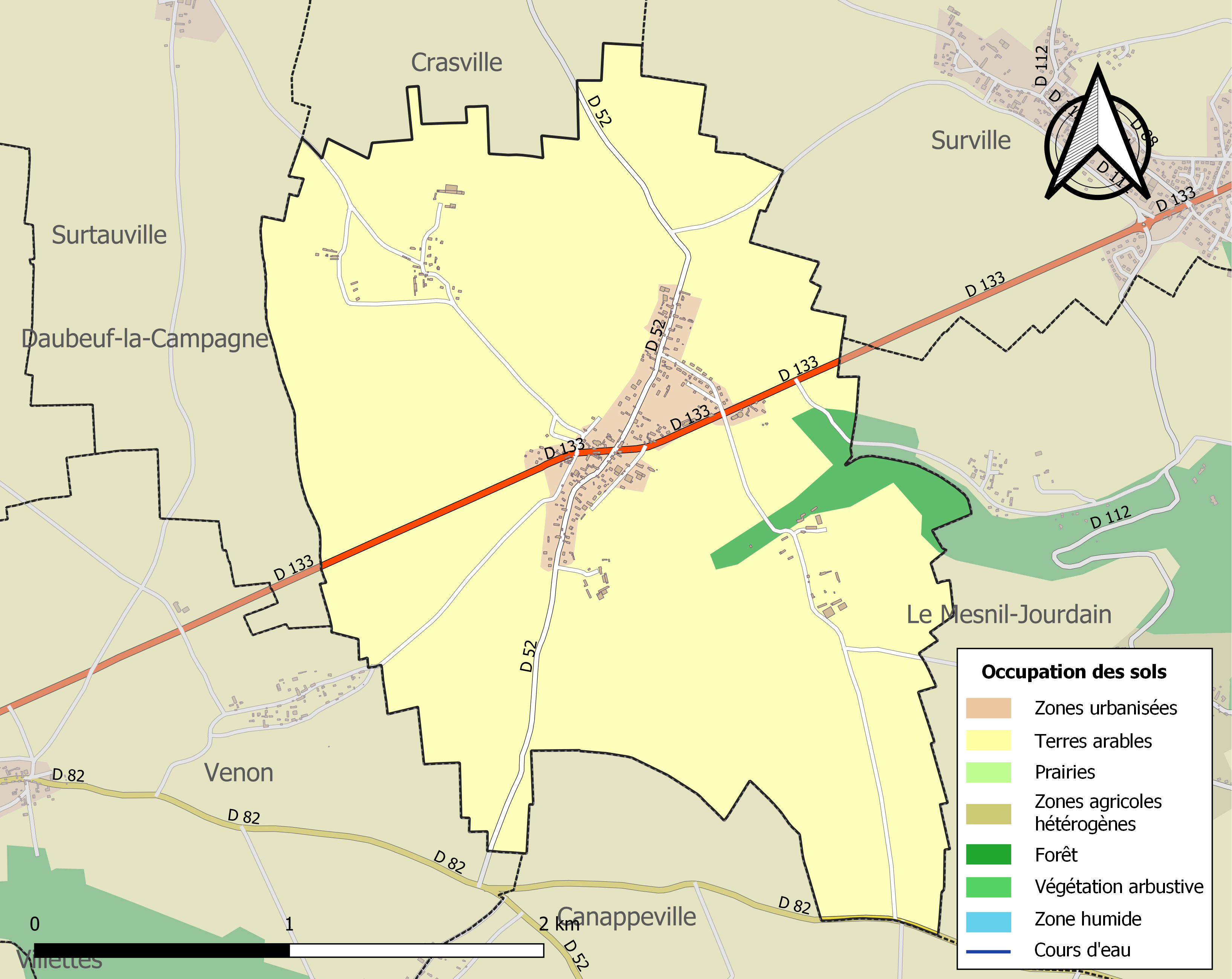
Carte des infrastructures et de l'occupation des sols de la commune en 2018 (CLC).

## Toponymie
Le nom de la localité est attesté sous les formes Guitricmara (charte de Raoul, comte d’Ivry, citée par L. P.) en 1011 (Fauroux 13), Quatuor Mare (charte de Robert, comte de Leicester) et Quatuor Maris vers 1180,  Quatuor Mares vers 1200 (reg. Philippe Auguste), Quatre Mares (archives du prieuré des Deux-Amants) ou Quatremares en 1207.
Il s'agit d’un nom de lieu normand en -mare (« mare »), terme issu de l'anglo-scandinave *mara cf. vieil anglais mere « mare, étang, lac » et vieux norois marr « mer », précédé d'un élément quatre- qui paraît être le mot quatre, si l'attribution à ce lieu de la forme de 1011 n'est pas exacte. Cependant, la première forme est contenue dans une charte qui mentionne l'église Saint-Hilaire, nom de l'église actuelle qui date du XIIIe siècle et qui a sans doute été précédée d'un édifice bien antérieur.
Remarque : l'élément Guitric- de la forme de 1011 semble représenter l’anthroponyme anglo-saxon Uhtric que l'on retrouve dans le patronyme anglais Outterridge ou germanique continental Widerik, attesté en vieux danois. Par ailleurs, Quatremare se situe vers l'isoglosse fluctuante W- > G(u)-, tout comme Gaillon (Eure, Wallio au XIIe siècle, charte d’Eustache d’Habloville), dont un hameau s'appelle Gailloncel désigné Waillonchel en 1231. D'où ūht- [uːxt] > *uit- (*wit-) > guit- ou wide- > *wid- / *wit- > guit-. En ce qui concerne l'élément -ric- > -re- devant un appellatif toponymique, il est établi qu’il s'amuït de la sorte régulièrement. Ainsi, Guitricmara a pu évoluer en *Guitrimara entre 1011 et 1180 (cf. Vandrimare, Eure, Vendrimara vers 1210 de *Wandricmara antérieurement au XIIe siècle).

## Histoire
L'église Saint-Hilaire de Quatremare était à la présentation du seigneur Quatremare. Ceci est mentionné dans une charte de Raoul d'Ivry en 1011 (voir supra).
Le roi Louis VIII donna en 1225 à Jean de la Porte, le village de Quatremare avec les terres labourables, la forêt, les jardins et la justice. C'est ensuite le fils de Jean, Étienne de la Porte qui succède à son père en 1258. À la même date, Adam du Bosc était curé de Quatremare.
Pierre Sire de Chambly fonde en 1312 la chapelle de Quatremare.
Le 13 septembre 1378, les fiefs de Quatremare qui incluaient Le Coudray et Le Londel furent adjugés au roi de l'époque, qui plus tard, reviendront à son neveu, Philippe d'Alençon, archevêque de Rouen.
Ce dernier abandonna Quatremare en 1389, à son gendre Jean VII d'Harcourt.
Lors de l'invasion anglaise, le 1er juillet 1418, les châteaux et domaines de Quatremare sont conquis par Thomas d'Essex.
Quelques années plus tard, lors de l'expulsion des Anglais, Jean VII d'Harcourt revient sur la commune et souhaite disposer de la baronnie de Quatremare, en faveur de son petit-fils Louis.
Pour des raisons familiales, de droit de succession, il n'y parvient pas et ce n'est qu'en 1484 que le titre de baron de Quatremare est attribué à Jean de Rieux.
À partir du XVe siècle, apparaît sur la commune une famille importante qui se voit accorder tous les titres de noblesse. Il s'agit de la famille de Lorraine.
En 1504, monseigneur Henri de Lorraine, évêque de Metz, était seigneur temporel de Quatremare.
En 1526, Claude de Lorraine était baron de Quatremare.
Quelques années après, en 1562, les protestants brûlèrent le château de la commune et massacrèrent les habitants du pays.
Puis, le 21 octobre 1621, Charles II de Lorraine était baron et haut justicier de Quatremare. Quatremare resta dans la famille de Lorraine jusqu'à la Révolution française.
Quelques mots sur le Coudray et sur Damneville :
Le Coudray : Le Coudray était un fief et son appellation viendrait d'un personnage Robin du Coudray.
Il détenait masure et maison à Quatremare, à raison de 20 sous par an.
Damneville : L'église de cette paroisse, dédiée à saint Amand était à la présentation du seigneur de Quatremare, qui possédait également le domaine de la paroisse.
Dans plusieurs chartes de 1235 et 1280, on trouve des seigneurs portant le nom du domaine, comme Robert et Guillaume de Damneville.
La commune de Damneville est absorbée par Quatremare le 16 avril 1844.

## Politique et administration

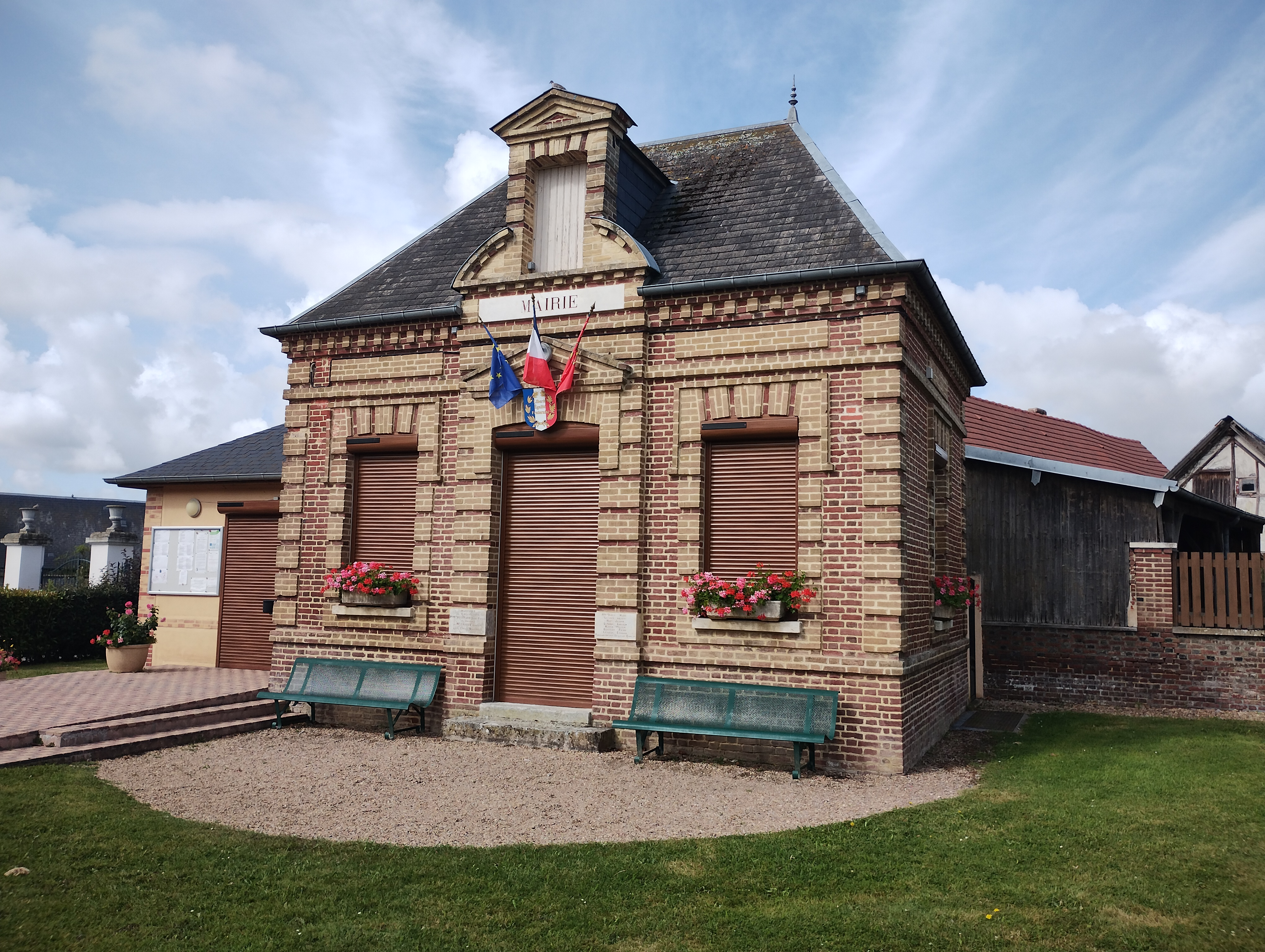
Mairie

| Période                                  | Période  | Identité       | Étiquette | Qualité   |
| ---------------------------------------- | -------- | -------------- | --------- | --------- |
| Les données manquantes sont à compléter. |          |                |           |           |
| avant 1904                               |          | Damvy          |           |           |
| Les données manquantes sont à compléter. |          |                |           |           |
| avant 1995                               | ?        | Michel Feugère |           |           |
| mars 2001                                | En cours | Pascal Lemaire | DVD       | Ingénieur |

## Démographie

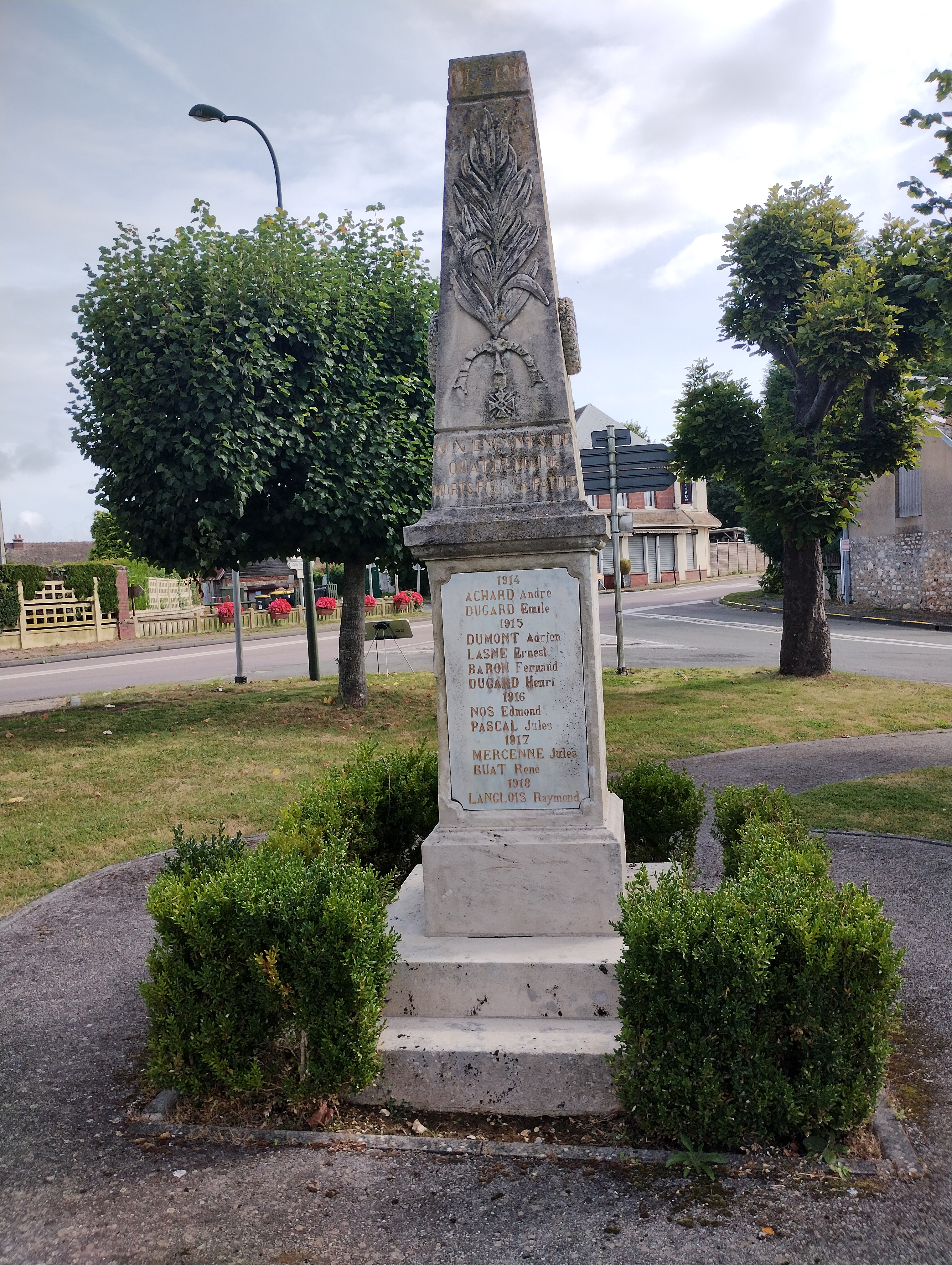
Monument aux morts

L'évolution du nombre d'habitants est connue à travers les recensements de la population effectués dans la commune depuis 1793. Pour les communes de moins de 10 000 habitants, une enquête de recensement portant sur toute la population est réalisée tous les cinq ans, les populations de référence des années intermédiaires étant quant à elles estimées par interpolation ou extrapolation. Pour la commune, le premier recensement exhaustif entrant dans le cadre du nouveau dispositif a été réalisé en 2006.

En 2022, la commune comptait 440 habitants, en évolution de +7,32 % par rapport à 2016 (Eure : −0,25 %, France hors Mayotte : +2,11 %).
| 1793 | 1800 | 1806 | 1821 | 1831 | 1836 | 1841 | 1846 | 1851 |
| ---- | ---- | ---- | ---- | ---- | ---- | ---- | ---- | ---- |
| 422  | 426  | 432  | 390  | 396  | 396  | 377  | 354  | 381  |

| 1856 | 1861 | 1866 | 1872 | 1876 | 1881 | 1886 | 1891 | 1896 |
| ---- | ---- | ---- | ---- | ---- | ---- | ---- | ---- | ---- |
| 356  | 349  | 354  | 352  | 344  | 340  | 337  | 277  | 281  |

| 1901 | 1906 | 1911 | 1921 | 1926 | 1931 | 1936 | 1946 | 1954 |
| ---- | ---- | ---- | ---- | ---- | ---- | ---- | ---- | ---- |
| 282  | 275  | 274  | 206  | 192  | 233  | 227  | 240  | 239  |

| 1962 | 1968 | 1975 | 1982 | 1990 | 1999 | 2006 | 2011 | 2016 |
| ---- | ---- | ---- | ---- | ---- | ---- | ---- | ---- | ---- |
| 279  | 288  | 315  | 297  | 311  | 361  | 377  | 399  | 410  |

| 2021 | 2022 | - | - | - | - | - | - | - |
| ---- | ---- | - | - | - | - | - | - | - |
| 438  | 440  | - | - | - | - | - | - | - |

## Lieux et monuments

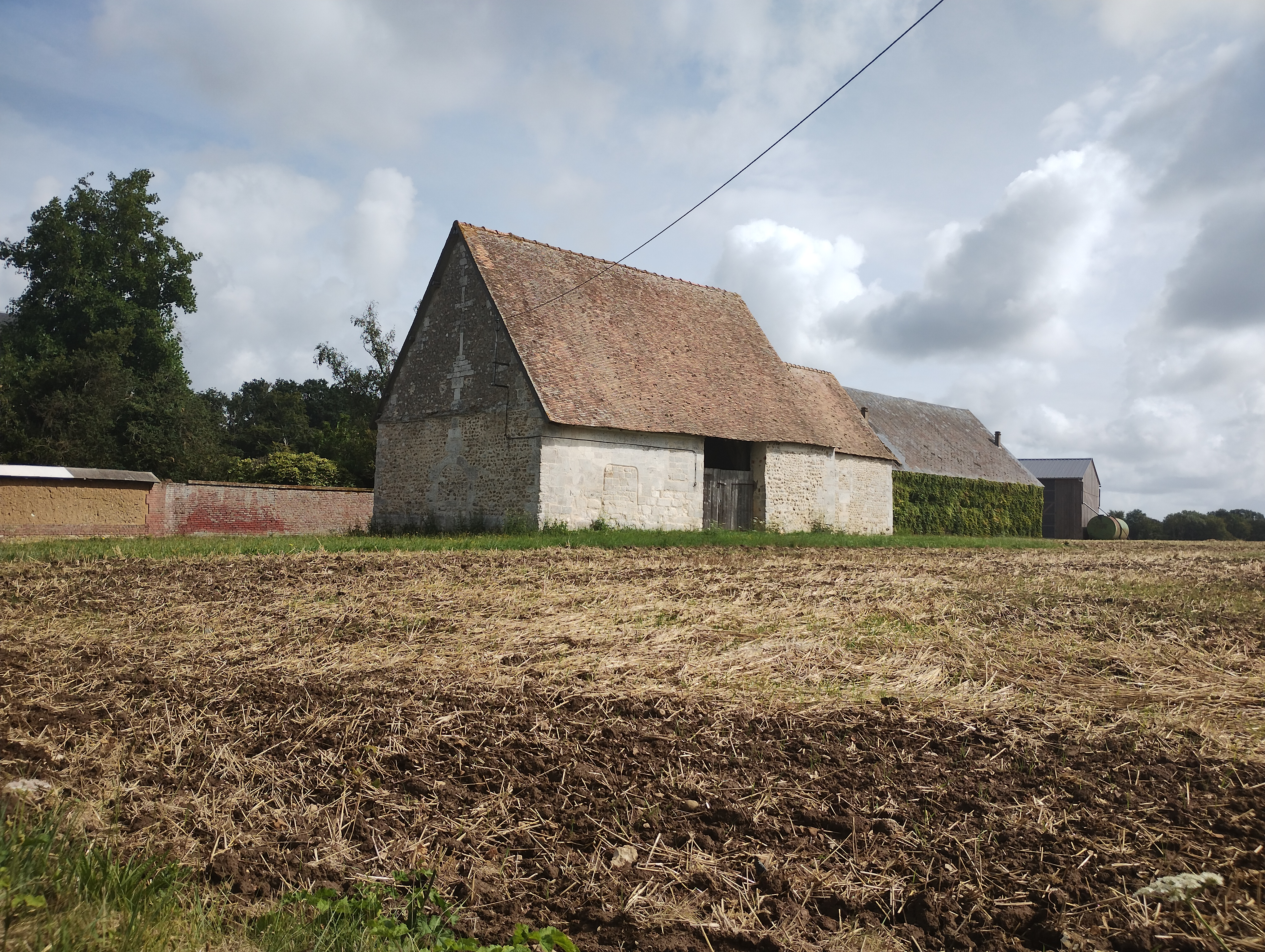
ancienne église Saint-Denis de Damneville

- Église Saint-Hilaire[29],[30] ;
- Église Saint-Denis[31] ;
- Château fort (vestiges)[32].
En 1225, Louis VIII donne à Jean de la Porte la villa de Quatremare avec terres, forêt, manoir, jardins et justice ; chapelle Saint-Louis fondée après 1298 par Pierre Hideux sire de Chambly ; réparations au logis en 1336 ; transfert de la chapelle à l'église paroissiale en 1512 ; château fort incendié en 1562 ;
- Manoir[33] ;
- Manoir du Coudray[34] des XVIIe et XVIIIe siècles ;
- Manoir[35].